# Nuevo urbanismo

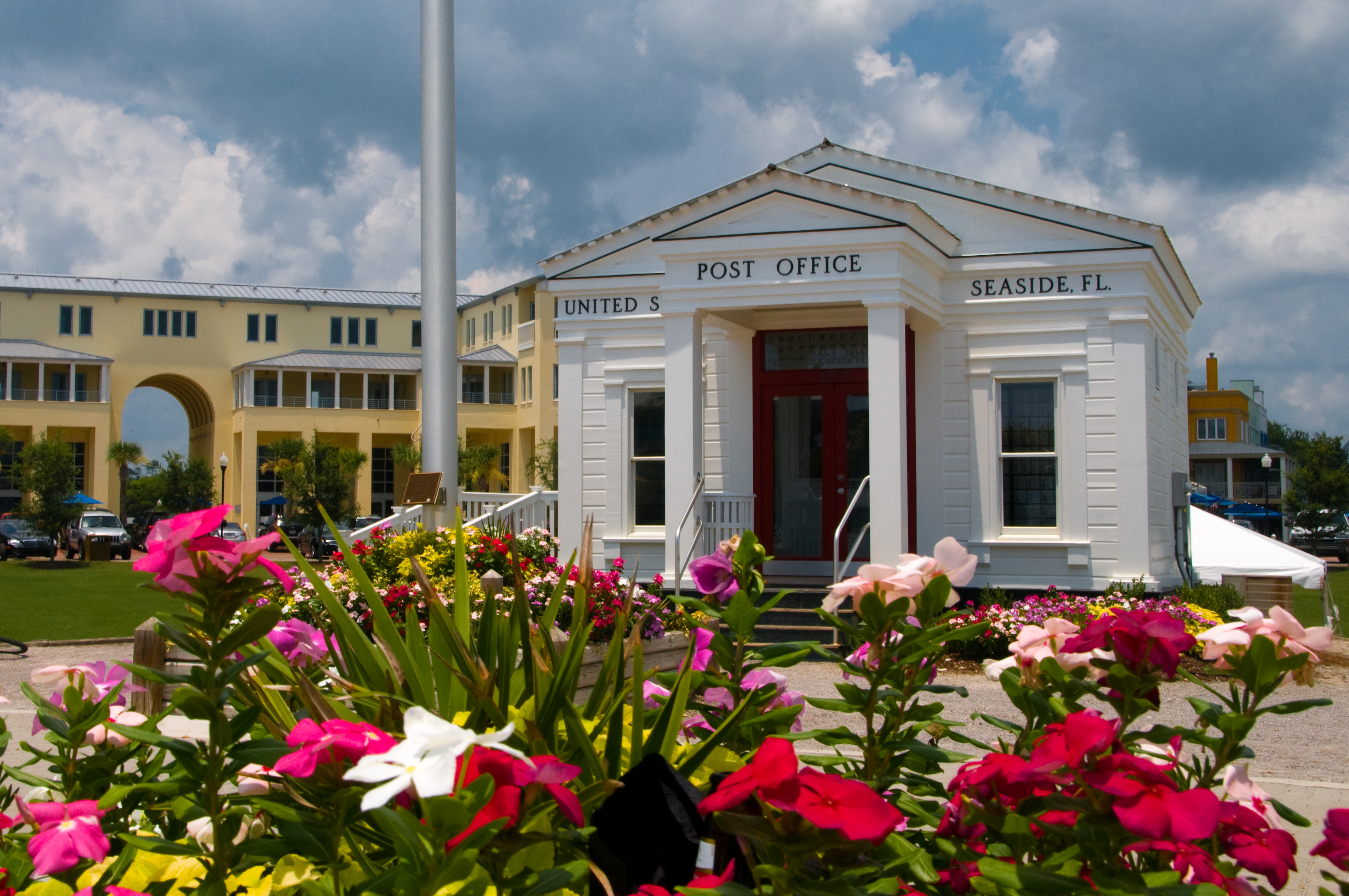
Seaside, Florida, considerada la primera muestra de Nuevo urbanismo.

Nuevo urbanismo (en inglés: New Urbanism pronunciado /ˈnu ˈɜ˞bəˌnɪzəm/) es un paradigma de diseño urbano posmoderno desarrollado a inicios de 1980 que aspira a promover una comunidad unida con vitalidad, accesibilidad y eficacia; rectificando la discriminación económica y racial asociada a los suburbios. Este paradigma propone un diseño físico que promueva la proximidad peatonal (caminatas de cinco a diez minutos) a tiendas, empleos e instalaciones comunitarias, núcleos públicos, viviendas de alta densidad y usos mixtos. Este movimiento arquitectónico está regulado por el Congreso para el Nuevo urbanismo; que en su carta fundacional lo divide en tres ámbitos: la región, el barrio y la manzana.

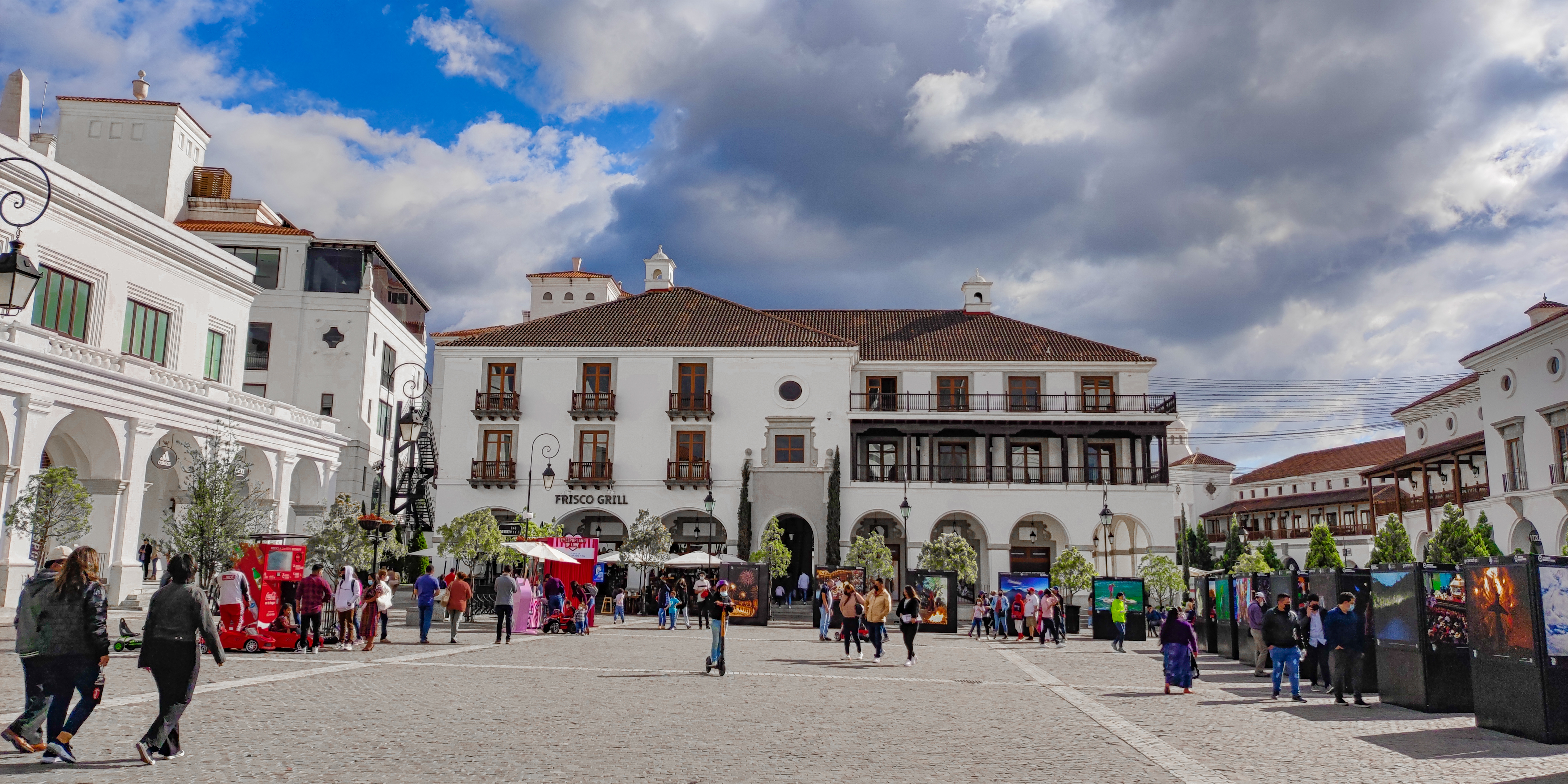
Ciudad Cayalá, Guatemala.

Este movimiento critica los suburbios por el inevitablemente alto nivel de tráfico individual con el correspondiente consumo de recursos debido a la falta de facilidad para los peatones y los altos costes de las grandes infraestructuras (carreteras, electricidad, alcantarillado), la expansión urbana del paisaje y el anonimato de los barrios con poca vida urbana. 

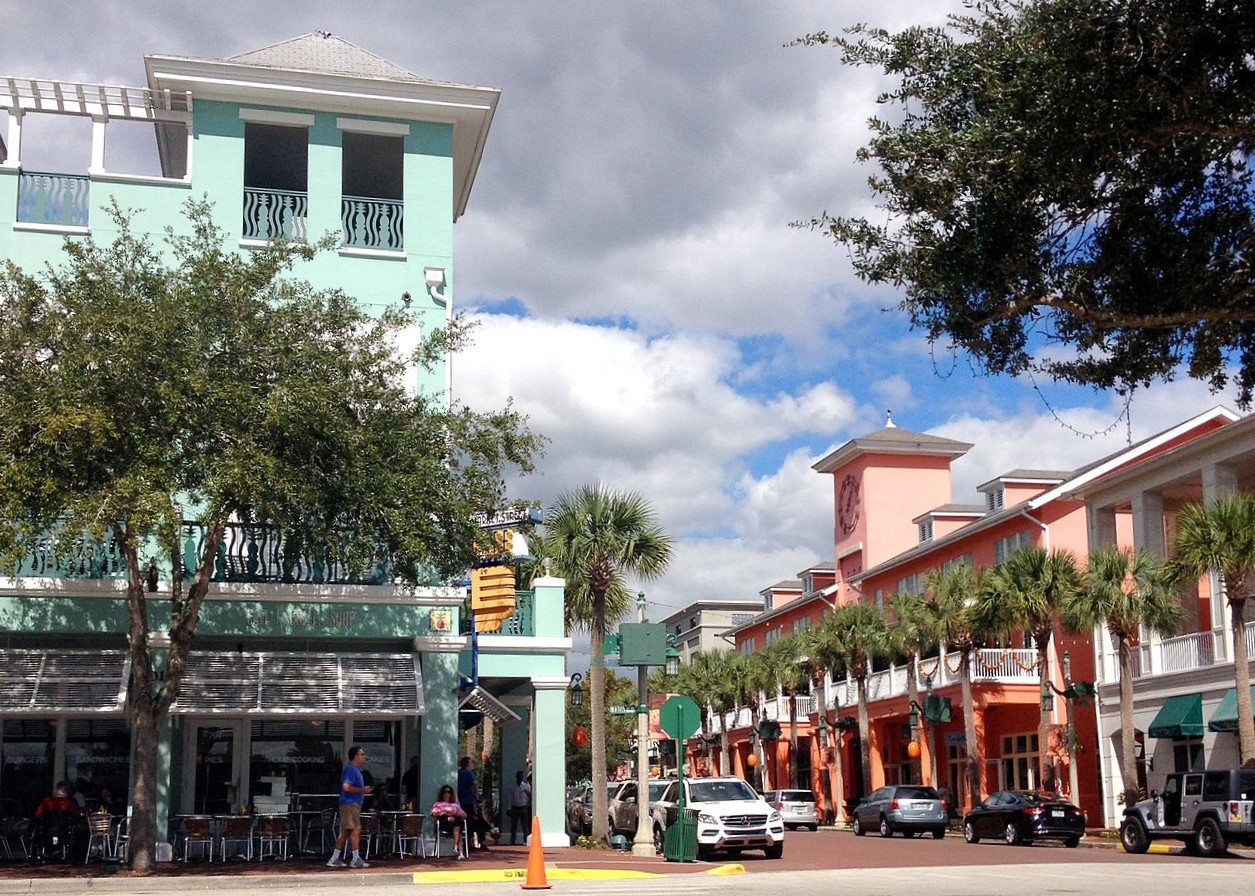
Celebration, Florida.

## Origen
El concepto surgió en 1979 de la mano del promotor inmobiliario Robert S. Davis cuando encargó a la oficina de los entonces noveles arquitectos y diseñadores urbanos Andrés Duany y Elizabeth Plater-Zyberk un proyecto urbanístico que recogía la estructura y morfología de los poblados tradicionales norteamericanos, pero sin el automóvil como elemento ineludible de la movilidad.

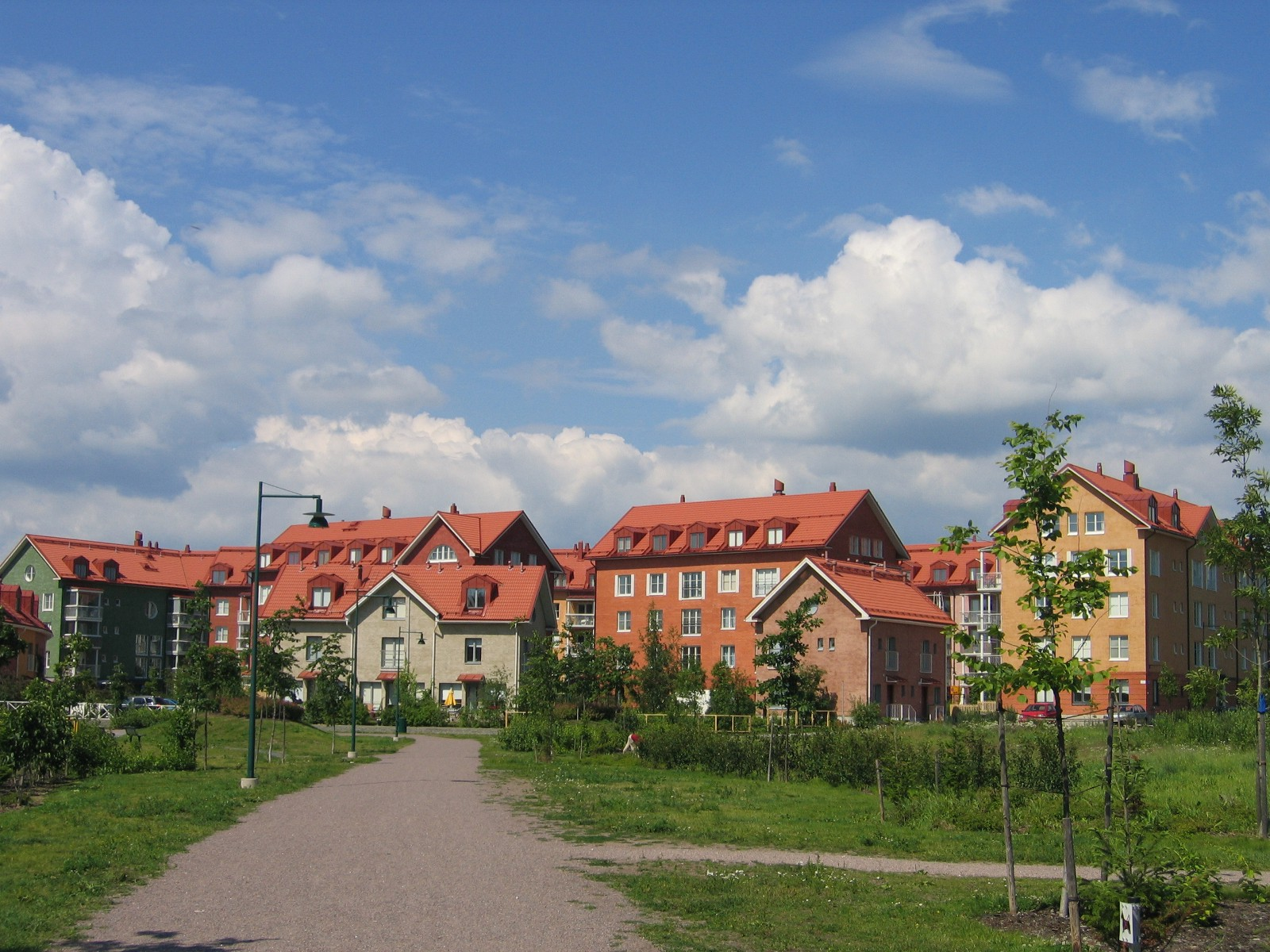
Kartanonkoski, Finlandia.

Bajo esta óptica, en 1981 se trazó sobre una extensión de 80 acres (unas 32 hectáreas) el diseño de Seaside, un proyecto de rehabilitación de un frente marítimo en la costa de Florida, donde se marcó como objetivo construir una ciudad a escala vecinal que recreará la vida tradicional de pueblo y lograr al mismo tiempo establecer un ambiente urbano de calidad. 

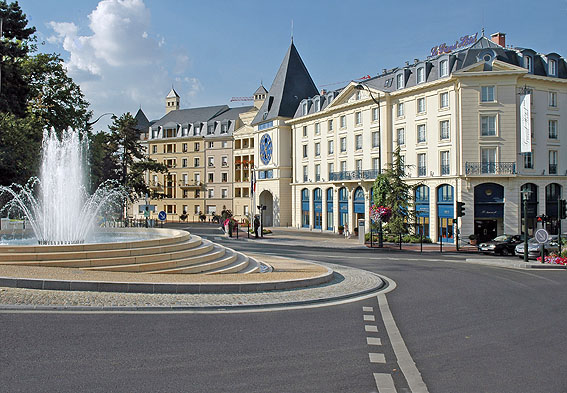
Le Plessis-Robinson, Francia.

El Nuevo Urbanismo promueve la creación y el mantenimiento de un ambiente diverso, escalable y compacto, con un contexto apropiado para desarrollar arquitectura y comunidades enteramente estructuradas de forma integral: lugares de trabajo, tiendas, escuelas, parques y todas las instalaciones esenciales para la vida diaria de los residentes, situadas todas dentro de una distancia fácil de caminar. Por ello el New Urbanism promueve el uso de trenes y transporte ligero frente a las carreteras y caminos convencionales, mediante estrategias que reduzcan la congestión de tráfico, aumenten la oferta de viviendas asequibles, y frenen la dispersión urbana.
El Nuevo peatonalismo es una versión más idealista enfocada en los peatones y el medio ambiente y fue fundada por Michael E. Arth en 1999.

## Críticas
El nuevo urbanismo ha sido tanto criticado como elogiado. Muchas críticas van por el hecho de que los proyectos más famosos desarrollados según este tipo de urbanismo (Celebration, Kentlands, Seaside) eran proyectos desarrollados en zonas que previamente no estaban urbanizadas. Lugares abiertos que se convirtieron en una nueva forma de suburbios. 
Los críticos reaccionan ante este sistema controlado de urbanismo, en el que los desarrolladores asumen que la situación social puede y debe ser controlada. De manera que las normas preconcebidas de lo que debe ser una comunidad primero se plantean en papel, y luego son llevada a proyectos reales. Esto trae como consecuencia que los resultados sean comúnmente proyectos elitistas y excluyentes.
Algunos de los problemas que se ven en este tipo de urbanismo es que comúnmente ceden ante el desarrollo de viviendas unifamiliares, y conecta sus comunidades por medio del automóvil, haciendo que este sea el principal medio de transporte, contradiciéndose en lo que corresponde a sostenibilidad.